# Lucette Bousquet
Pour les articles homonymes, voir Bousquet.
et Maurice et Clotilde Bousquet
Lucette Bousquet, née le 16 avril 1906 à Louviers et morte le 19 décembre 2005 à Chéroy, est professeure de piano pendant la Seconde Guerre mondiale. Elle sauve deux jeunes filles juives pendant l'Occupation, Ginette et Jacqueline Fischof, avec l'aide de ses parents Maurice et Clotilde Bousquet. 
Lucette, Maurice et Clotilde Bousquet reçoivent tous les trois en 1987 le titre de Juste parmi les nations décerné par Yad Vashem.

## Biographie
Lucette Bousquet enseigne le piano à Paris. Elle se marie en 1932 avec Maurice Duruflé ; ils divorcent en 1947, et une déclaration de nullité du mariage religieux intervient en 1953. 
Pendant l'Occupation de la France par l'Allemagne, en mars 1943, une de ses anciennes élèves, Ginette Fischof, vient la voir avec sa sœur Jacqueline Fisher. Leur famille est juive. Leur père, Léo Fischof (né le 27 janvier 1885 à Vienne, en Autriche, et dont la dernière adresse est à l'Hôtel Imperator, au 6 boulevard Gambetta à Nice) , vient d'être arrêté et déporté. Il est déporté par le Convoi No. 60, en date du 7 octobre 1943, de Drancy vers Auschwitz.
Elle cache les deux jeunes filles chez ses parents Maurice et Clotide Bousquet, qui eux aussi habitent Paris. Ils prennent soin de Ginette et Jacqueline Fischof, sans rien leur demander en échange. 
Ils ne sont pas riches, Lucette Bousquet donne moins de leçons à cause de la guerre, elle effectue donc des travaux supplémentaires en faisant du porte-à-porte et vend ainsi des vêtements, pour gagner de quoi les nourrir tous. Elle cache aussi d'autres Juifs, comme une voisine trouvant refuge chez elle peu avant l'arrivée des Allemands, auxquels Lucette déclare qu'elle ne sait pas où est sa voisine.

## Reconnaissance

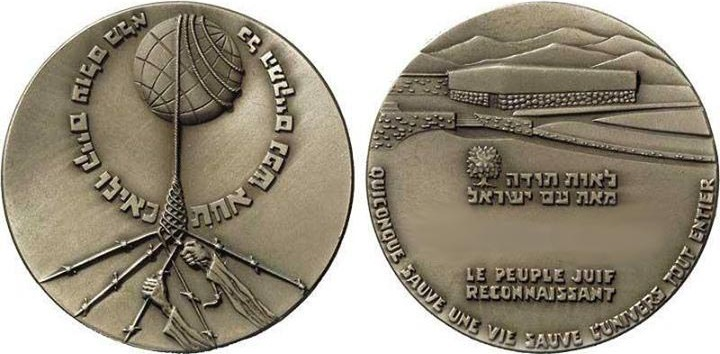
Médaille de Juste parmi les nations.

La médaille des Justes est décernée le 23 décembre 1987 à Lucette Bousquet et à ses parents Maurice et Clotilde Bousquet, leur conférant le titre de juste parmi les nations.